# Cephalodynerus deformiceps
Cephalodynerus deformiceps är en stekelart som först beskrevs av Richard Mitchell Bohart 1942.  Cephalodynerus deformiceps ingår i släktet Cephalodynerus och familjen Eumenidae. Inga underarter finns listade.